# Když muž se ženou snídá
Když muž se ženou snídá je studiové album českého zpěváka Karla Gotta, které vydalo roku 1992 vydavatelství Supraphon. Písně pro Karla Gotta na album napsali například Pavol Habera, Ondřej Soukup nebo Pavel Větrovec. Písně byly nahrány v roce 1992 ve studiích Supraphonu a v Recording Studiu v Bratislavě. Deska neměla prakticky žádnou propagaci, i přesto se stala nejprodávanější deskou roku 1992. Nejprodávanějším albem se stala i v letech 1995 a 1997.

## Seznam skladeb
1. „Lásko, tvoje jméno je zkáza“
2. „Když muž se ženou snídá“
3. „Mám dost síly“
4. „Oh, My Darling“
5. „Scarlett“
6. „Madona z nároží“
7. „Miss Universe“
8. „Sólo“
9. „Svět je svět, ne ráj“
10. „Zůstáváš“
11. „Malagou, když struny zvoní“
12. „Slyším hlas z rádia“
13. „Hymna bližních“

## Pozadí vzniku
Deska se začala připravovat v lednu 1992, Karel Gott chtěl pro novou desku písně spíše mladších autorů, aby neztratil kontakt s mladou generací posluchačů – proto se na albu objevují jména jako Pavol Habera nebo Ondřej Soukup. Kromě deseti původních písní na album zařadil dvě písně převzaté - tónickou baladu „Svět je svět ne ráj“ (v originále „I Couldn't Say GoodBye“) od Alberta Hammonda a typické jihoamerické tango „Malagou, když struny zvoní“ (v originále „La Malaguena“) od Elpidia Ramireze. Titulní píseň „Když muž se ženou snídá“, jejímž autorem je Pavol Habera a také textař Karel Šíp, zaznamenala obrovský úspěch, stejně jako její videoklip a patří mezi největší hity Karla Gotta.
Nahrávání písní proběhlo mezi červnem a srpnem 1992, deska poté vyšla na podzim téhož roku. Reklamní kampaň ani žádná další propagace neproběhla, v televizi se pouze vysílal videoklip k titulní písni. I přesto, že album nebylo propagováno, stalo se nejprodávanější deskou roku 1992, 1995 a 1997.